# Borges (sobrenome)

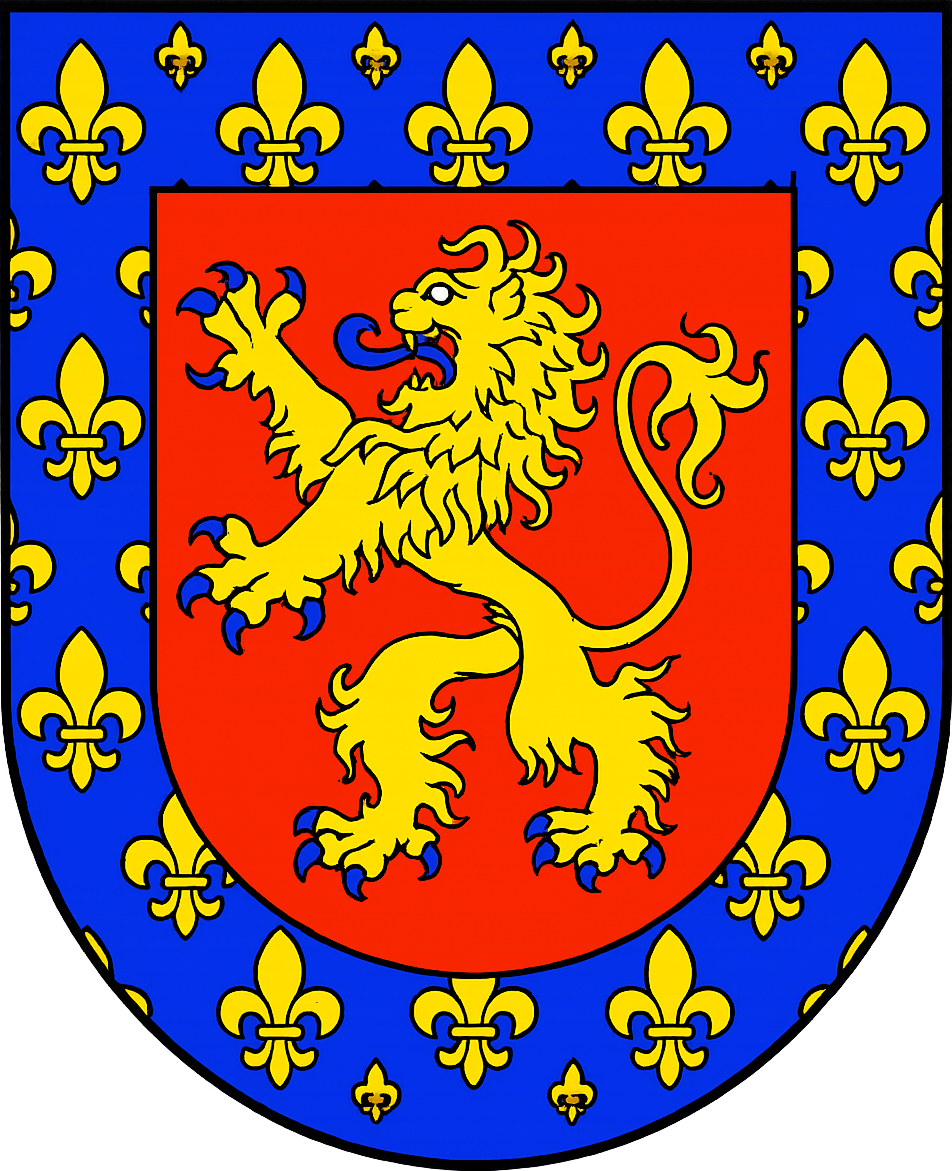
Brasão dos Borges

Borges é um sobrenome de origem incerta, porém comum entre os portugueses, pelo menos desde o séc. XIV. Há alguns estudiosos que acreditam que tenha origem na cidade francesa de Bourges.
Também há registro do sobrenome na cidade Espanhola Borgia, onde existe uma variação do sobrenome, Borgens, esse último só existe registro na Espanha, na Argentina e no Brasil.
Jorge Luis Borges, argentino de ascendência portuguesa, é a mais notável pessoa com esse sobrenome.

## Personalidades
Pessoas notáveis com este sobrenome incluem:
- António Borges (1949-2013), economista e banqueiro português
- António Borges (hipismo) (1906-2011), cavaleiro português
- António Borges da Câmara de Medeiros (1812-1879), proprietário, negociante e político açoriano
- Carlos Borges (1932-2014), futebolista uruguaio
- Celso Borges (nasceu em 1988), jogador de futebol da Costa Rica
- Gustavo Borges (nasceu em 1972), o nadador brasileiro
- Henrique Borges ( nascido em 1974), saxofonista
- Humberlito Borges Teixeira (nascido em 1980), futebolista brasileiro
- Jorge Guillermo Borges, escritor argentino
- Jorge Luis Borges (1899-1986), escritor argentino
- Julio Borges (nascido em 1969), o político venezuelano
- Willian Borges da Silva (nasceu em 1988), futebolista brasileiro